# ジェフリー・S・アイリッシュ
ジェフリー・スコット・アイリッシュ（英語：Jeffrey S. Irish）（1960年12月24日 -）は、アメリカ合衆国出身の日本研究者、民俗学者、コミュニティビルダー、教師、作家、翻訳者、鹿児島国際大学教授。1982年から鹿児島県の漁村や農村に住み、書籍、新聞、ドキュメンタリー番組を通して、その暮らしを日本国内外に発信している。2025年現在は鹿児島県南九州市川辺町に在住。

## 来歴
1960年12月24日、カリフォルニア州オーシャンサイドに生まれた。父は宗教学者、母は社会運動家であり、女性の権利向上や低所得者向け住宅の推進活動をしている。
3人兄弟の次男で、8歳のときに弟、12歳のときに兄を亡くした経験が、後の人生で型にはまらない道を選ぶ動機になったという。
12歳のときに父の勤務先であるドイツ南部のスタンフォード大学の海外キャンパスで過ごしたことをきっかけに「他国の言葉」や「コミュニケーションツールとしての言語」に強く興味を持つようになった。
1978年、イェール大学歴史学部日本史専攻に入学し、日本史の専門家ジョン・ホイットニー・ホールに師事。日本語や日本文学への興味関心を深め、卒業論文は日本の婦人運動家市川房枝について書いた。
1982年、イェール大学を卒業後、来日。清水建設株式会社に入社。東京の本社で2年間働いた後、子会社立ち上げのため渡米。6年間人事や経理、法律など全般的な任務をこなしながら最終的に副社長に就任した。しかし、以前から夢見ていた“日本の田舎暮らし”を実現するため、1990年知人の紹介で鹿児島県下甑島（現：薩摩川内市）で定置網漁の仕事に就く。のちにジェフリーは、この決断が人生で一番良いものだったと述べている。
下甑島での暮らしをアメリカの友人に話したところ、「生活そのものが民俗学的なフィールドワークに聞こえる」と言われたのをきっかけに、「もっと専門的なことを勉強したい」と思い、一度日本を離れ1993年ハーバード大学大学院 民俗学修士課程へ入学。アルバート・クレイグやヘレン・ハーデカーに師事した。
翌年には京都大学大学院へ留学。「山伏の行」、紀伊半島の「奥駈（おくがけ）」に参加するなど日本の文化に触れる貴重な体験をした。 修士論文では、鹿児島の離島の漁師が歌う1時間の労働歌の起源を研究した。
大学院在学中、南日本新聞の連載を依頼されたことをきっかけに、1998年鹿児島県南九州市川辺町土喰集落に移住。川辺町土喰集落小組合長および川辺町連絡協議会会長に就任する。また、本格的に執筆活動や地元のテレビ放送局である株式会社南日本放送でドキュメンタリーを制作開始する。
2010年学校法人津曲学園鹿児島国際大学准教授就任、2017年同大学教授に就任。経済学部地域創生学科（現：経営学科）において、まちづくりやコミュニティビルド等の講義を担当している。

## 主な活動
自身が住む川辺町においては、土喰集落の自治会長や川辺町の110の集落を代表する連絡協議会の会長を2期務めるなど精力的な活動をおこなっている。
鹿児島国際大学のゼミ生や職人の協力を得て、川辺高田地区において約20軒の空き家を清掃・改修し、賃貸に結びつけた。
2025年現在も鹿児島国際大学で「あるく、みる、きく」をテーマにした地域づくりの教育をおこなっている。2015年には鹿児島国際大学坂之上キャンパスのある坂之上地区の住民の人生観や体験談を学生が聞き取りまとめた「ライフトーク」（南方新社）を出版するなどフィールドワークに重きを置いた活動を行っている。
また、手の届く距離にある歴史（大正・昭和）を生きた人々の生活や記憶を記録し、書籍や映像を通じて国内外に発信している。
日本語では南日本新聞や朝日新聞での連載記事や、英語ではJapan Quarterly、Kyoto Journal、Mainichi Weeklyなどで高齢者や農村社会の生活を紹介した。村の消滅を個人の死に重ね合わせる視点や、延命よりも生の質を重視する考えなど、独自の視点で注目を集めている。
映像制作にも携わっており、株式会社南日本放送では鹿児島県内の農村をテーマにした1時間の特別番組を複数制作。「ジェフリー不動産」でのギャラクシー賞受賞をはじめ、多くの賞を受賞している。
日本文化に関する著書や翻訳を英語・日本語で数多く出版してきた。梅棹忠夫や加藤周一のインタビュー記録や宮本常一の『忘れられた日本人』の英訳を手がけたことが、日本の民俗学者や職人、映像作家たちとの繋がりを生み、その後、宮本常一と渋沢敬三が設立した民族文化映像研究所が制作した約30本のドキュメンタリー映画の字幕翻訳も行った。
また、河合弘之の依頼で、福島第一原子力発電所事故関連の映像作品の字幕も翻訳。事故当時の首相・菅直人の要請で、その回顧録『私の原発事故』（英訳『My Nuclear Nightmare』）も翻訳した。

## 主な著書
- 『アイランド・ライフ 海を渡って漁師になる』（淡交社）1997年 ISBN 978-4473015440
- 『漂泊人(さすらいびと)からの便り』（南日本新聞社）2002年 ISBN 9784860740061
- 『里山の晴れた日』（南日本新聞社）2003年 ISBN 978-4860740153
- The Forgotten Japanese: Encounters with Rural Life and Folklore（宮本常一著『忘れられた日本人』の初英訳本）(Stone Bridge Press)、2010年 ISBN 978-1611720761
- Doctor Stories, from the island journals of the legendary “Dr. Koto”(Science and Behavior Books) 2012年  ISBN 9780831400972
- 『幸せに暮らす集落』（南方新社）2013年 ISBN 978-4861242502
- 『ライフ・トーク』（南方新社）2015年 ISBN 978-4861243240
- My Nuclear Nightmare, leading Japan through the Fukushima Disaster to a Nuclear-Free Future (菅直人の『東電福島原発事故、総理大臣として考えたこと』の英訳本) (Cornell University Press) 2017年 ISBN 978-1501705816

## 新聞などの連載
- 「思うこと」、南日本新聞の夕刊、1997年
- 「漂泊人(さすらいびと)からの便り」、南日本新聞、1998～2001年
- 「ふるさと再発見」、川辺町広報誌、1999～2001年
- 「地産地消」、川辺町広報誌、2005～2006年
- 「ジェフリーの小組合長日記」、南日本新聞、2006～2007年
- 「ジェフリーのいなか学」、南日本新聞、2007～2008年
- 「風の通る道」、南日本新聞、2008～2009年

## テレビ番組の作製（撮影、編集、ナレーション）
- 「昔の中の今、ジェフと武二の宝物探し」、南日本放送、2003年（47分）
- 「お日さまに照らされて、私とふるさとの先輩たち」、南日本放送、2018年（47分）
- 「ジェフリー不動産、空き家を貸して貰うまで」、南日本放送、2018年（47分）
- 「めぐり合い、下甑島で出逢った仲間たち」、南日本放送、2018年（47分）
- 「私のお父さん、私のお母さん」、南日本放送、2019年（47分）
- 「藍を愛して」、南日本放送、2022年（47分）

## 映画やテレビ番組の字幕（日本語⇒英語）
- 「ガイア交響曲 V」、辰村仁プロダクション、2005年（150分）
- 「小さな町の大きな挑戦」、南日本放送、2005年（51分）
- 「六ヶ所村ラプソディー」、グループ現代、2006年（119分）
- 「ひめゆり」、プロダクション・エイシア、2008年（130分）
- 「おおかみの護符」、ささらプロダクション、2008年（114分）
- 「日本の公害経験VII、ごみの島」、TVE Japan、グループ現代、2009年（30分）
- 「ウミガメが教えてくれること」、南日本放送、2009年（47分）
- 「森の名人に耳を傾けて」、NHK スペシャル、2009年（52分）
- 「もりきき」、プロダクション・エイシア、2010年（125分）
- 「金工・人間国宝大澤光民の世界」、文化庁、 2010年（30分）
- 「白川郷の合掌民家、技術伝承の記録」、日本民俗学映像研究所、2010年（90分）
- 「クニ子おばばと不思議の森」、NHKスペシャル、2011年（60分）
- 「ホッパー・レース～ウンカとイネと人間と」、TVE Japan、2012年（79分）
- 「天のしずく、辰巳芳子、いのちのスープ」、天のしずく製作委員会、2012年（113分）
- 「3月11日を生きて」、Miyagi Earthquake Production Committee、2012年（97分）
- 「細川紙」、文化庁、グループ現代、2013年（30分）
- 「町屋」、グループ現代、2014年（88分）
- 「鳥の道を超えて」、工房ギャレット、2014年（93分）
- 「日本と原発」、Kproject、2014年（136分）
- 「日本と再生」、Kproject、2017年（93分）
- 「日本人の忘れもの、フィリピンと中国の残留邦人」、Kproject、2020年（98分）
- 「明日をへぐる」、工房ギャレット、2021年（73分）
- 「私と先生とピアノ」、NHKワールドETV特集、2023年（60分）
- 「おらが村のツチノコ験動記」、工房ギャレット、2023年（71分）
- 「いつもの帰り道で、安永健太の死が問いかけるもの」、工房ギャレット、2023年（28分）
- 「ミオモテ：日本の山村 最後の日々」、日本民俗学映像研究所、2025年（143分）
- 「森に聞いて」、2025年（80分）

## 賞など
- 第36回MBC賞 川辺町のダイオキシン無害化プロジェジェクト　2003年[15]
- 第61回南日本文化賞地域文化部門※個人として　2010年
- 南日本文化出版賞「ライフトーク」2016年[16]
- 第33回 農業ジャーナリスト賞、「お日さまに照らされて」　2018年[17]
- 第42回 JNNネットワーク協議会賞、「お日さまに照らされて」　2018年
- 平成30年民間放送連盟賞、テレビ番組教養部門　2018年[18]
- 第56回 ギャラクシー賞、ジェフリー不動産　2019年[12]
- ダイドードリンコ日本の祭賞　2019年
- 第56回MBC賞 一般社団法人リバーバンク　2023年[15]